# Кореличи (Львовская область)
Кореличи (укр. Кореличі) — село в Перемышлянской городской общине Львовского района Львовской области Украины.
Население по переписи 2001 года составляло 1053 человека. Занимает площадь 4,79 км². Почтовый индекс — 81254. Телефонный код — 3263.